# David Parlett
Pour les articles homonymes, voir Parlett.
David Parlett est un spécialiste des jeux de cartes. Son livre Oxford Guide to Card Games (en anglais) est considéré comme l'une des meilleures études sur l'histoire des jeux de cartes. Il est également l'auteur de nombreux jeux de société, dont le plus célèbre est Le Lièvre et la Tortue, publié pour la première fois en 1974. L'édition allemande a reçu la première récompense attribuée par le Spiel des Jahres en 1979.
David Parlett est écrivain, auteur de jeux et consultant pour le théâtre, le cinéma et la télévision. Il est par ailleurs membre de la Société religieuse des Amis (quaker).

## Publications

### Sur les langues
- (en) David Parlett, A Short Dictionary of Languages, Londres, English Universities P, 1967, 154 p.
- (en) David Parlett, Learning a Language Alone, Londres, Sir Isaac Pitman & Sons, 1968, 102 p. (ISBN 0-273-42049-6)

### Sur les jeux
Parlett a publié de nombreux ouvrages, dont, en anglais :
- (en) David Parlett, Original card games, Londres, Batsford, 1977, 120 p. (ISBN 0-7134-0231-8)
- (en) David Parlett, Card Games for Three, Sevenoaks, Teach Yourself Books, 1977, 264 p. (ISBN 0-340-21519-4)
- (en) David Parlett, Card Games for Three, Sevenoaks, Teach Yourself Books, 1977, 215 p. (ISBN 0-340-22232-8)
- (en) David Parlett, All the best card games, Sevenoaks, Batsford, 1978, 184 p. (ISBN 0-7134-0387-X)
- (en) David Parlett, The Penguin book of patience, Sevenoaks, Allen Lane, 1979, 367 p. (ISBN 0-7139-1193-X)
- (en) David Parlett, The Penguin book of card games, Londres, Allen Lane, 1979
  - (en) David Parlett, The Penguin Encyclopedia of Card Games, Londres, Penguin, 2000 (1re éd. 1979), 658 p. (ISBN 0-14-028032-4)
  - (en) David Parlett, The Penguin book of card games (electronic bk.), Londres, Penguin, 2008 (1re éd. 1979), 688 p. (ISBN 978-0-14-191610-1, lire en ligne)
- (en) David Parlett, Botticelli and beyond : 100 of the world's best word games, Pantheon Books, 1981 (ISBN 0-394-52429-2)
- (en) David Parlett, The Penguin book of ... word games ..., Londres, Allen Lane, 1982, 235 p. (ISBN 0-7139-1487-4)
- (en) David Parlett, The Oxford guide to card games, Oxford, Oxford University Press, 1990, 361 p. (ISBN 0-19-214165-1)
- (en) David Parlett, A dictionary of card games, Oxford, Oxford University Press, 1992, 360 p. (ISBN 0-19-869173-4)
  - (en) David Parlett, The A-Z of card games, Oxford, Oxford University Press, 2004 (1re éd. 1992), 441 p. (ISBN 0-19-860870-5)
- (en) David Parlett, The Oxford history of board games, Oxford, Oxford University Press, 1999, 386 p. (ISBN 0-19-212998-8)

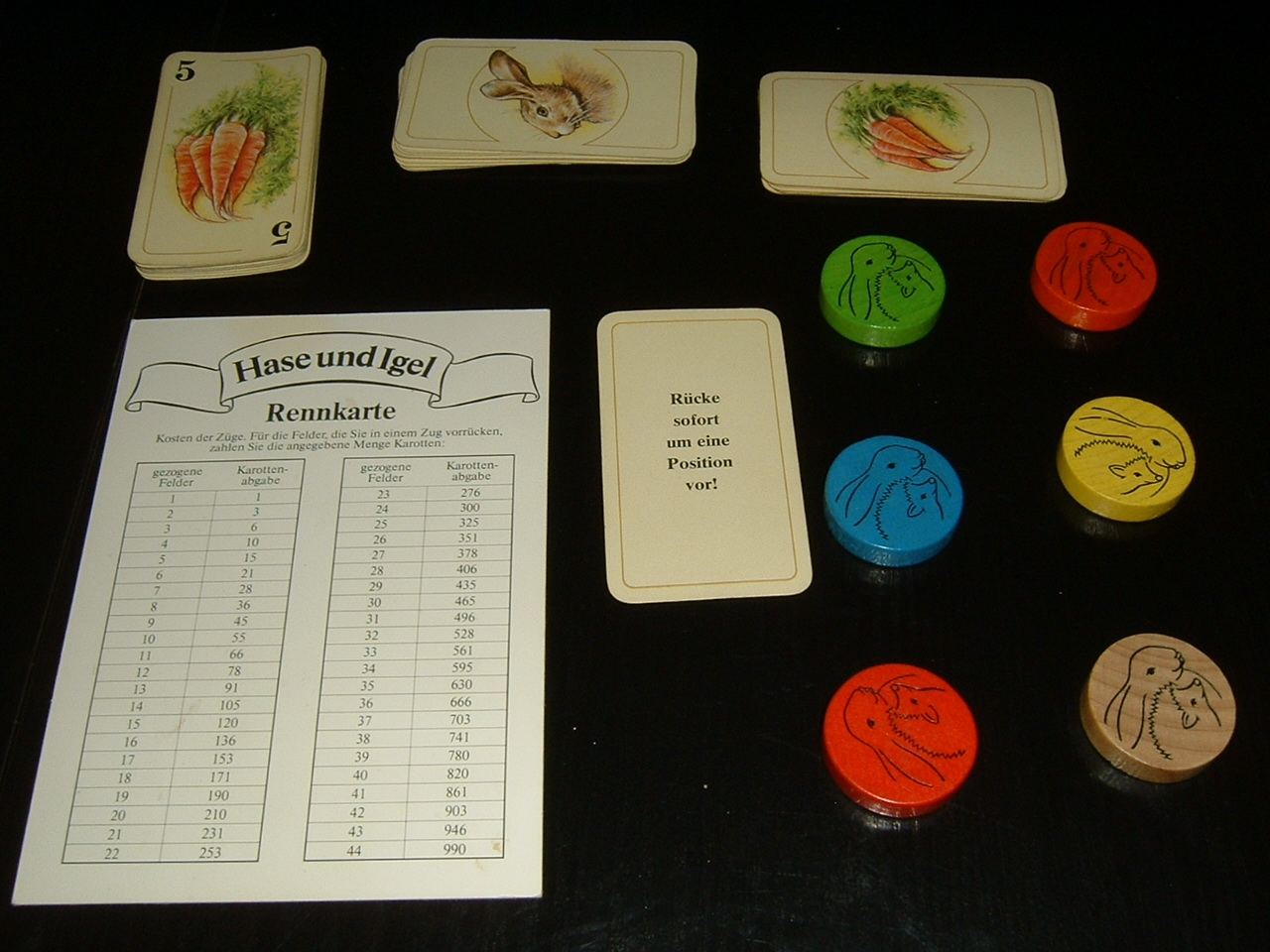
Le Lièvre et la Tortue.

## Ludographie
Extrait.
- Ninety-nine (en), jeu de cartes, 1967
- Le Lièvre et la Tortue, 1974, Ravensburger (1979) Spiel des Jahres  1979
- Shoulder to Shoulder, 1975
- Asterix, jeu de cartes, 1990
- Zoo Party / 7Safari / Alles für die Katz, 2000
- The Gnümies Party Game, 2000